# Gustav Adolf Hippius

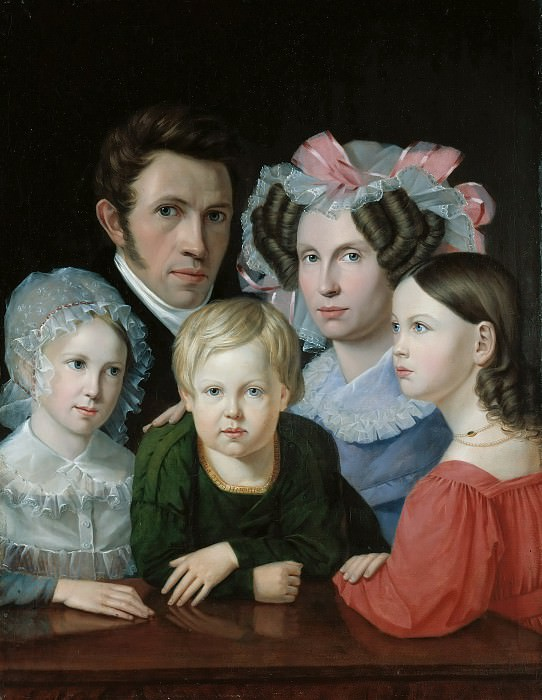
Selbstporträt, mit seiner Familie (1829)

Gustav Adolf Hippius (* 1. Märzjul. / 12. März 1792greg. in Nissi, Estland; † 24. Septemberjul. / 6. Oktober 1856greg. in Tallinn) war ein deutschbaltischer Maler und Lithograf.

## Leben

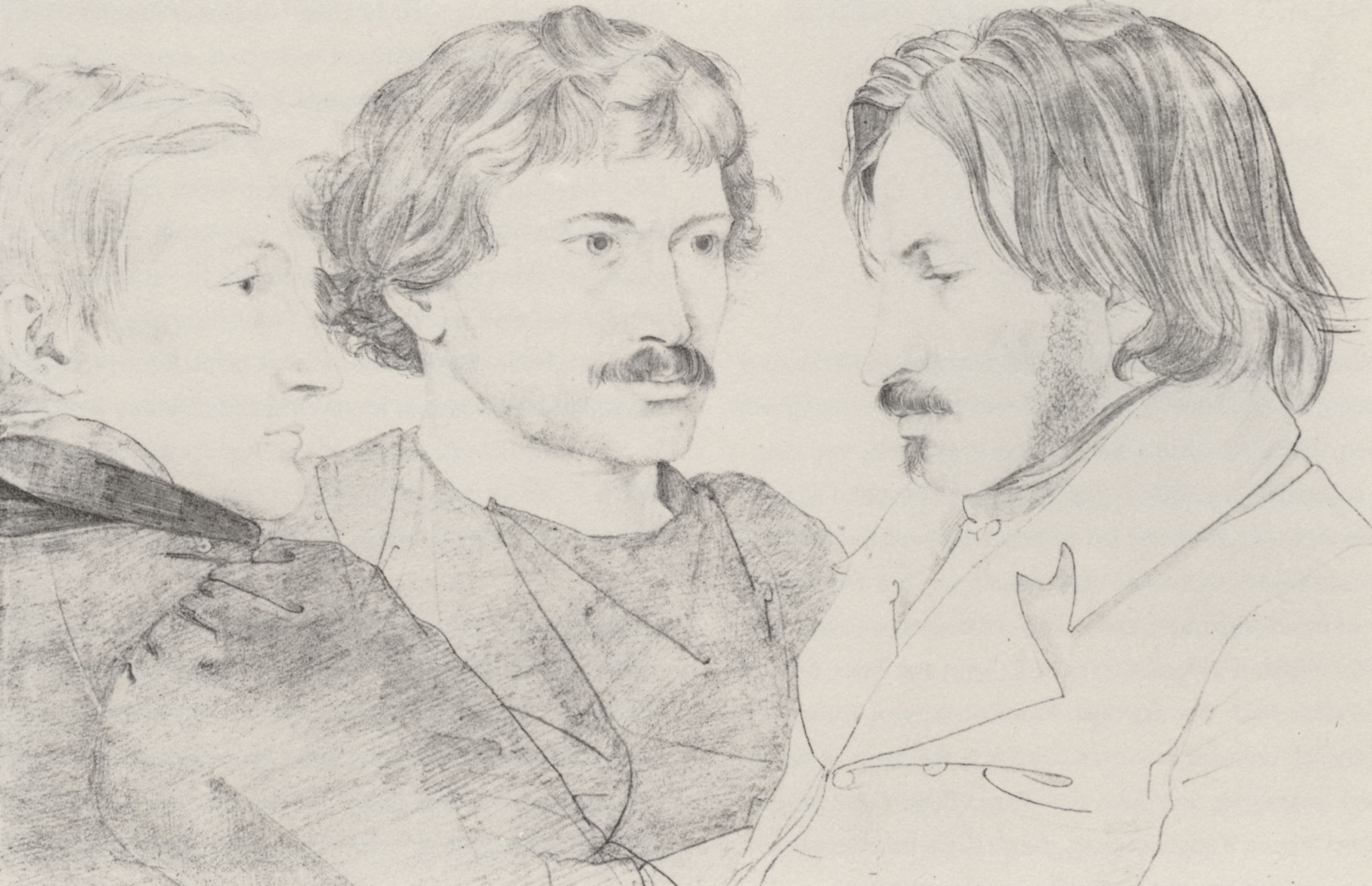
Carl Philipp Fohr:
Otto Friedrich Ignatius, August Georg Wilhelm Pezold, Gustav Adolf Hippius

Gustav Adolf Hippius wurde im Pastorat von Nissi in der Nähe der estnischen Hauptstadt Tallinn geboren. Sein Vater Thomas Hippius war evangelischer Geistlicher. Hippius studierte von 1810 bis 1812 Zeichnen bei Carl Siegismund von Walther. Von 1813 bis 1815 belegte er an der Akademie in Wien die Fächer Zeichnen und Kupferstich.
1816 reiste Hippius nach München und Salzburg. In München schrieb er sich in der Akademie der Bildenden Künste ein. Von 1817 bis 1819 bereisten die drei deutschbaltischen Malerfreunde Hippius, Otto Friedrich Ignatius und August Georg Wilhelm Pezold Italien. Bis Juni 1818 blieb Hippius in Rom und hielt sich dann in der Schweiz auf, bevor er nach Estland zurückkehrte.
Hippius lebte ab 1820 mit seiner Familie als Zeichenlehrer und Porträtist in der russischen Hauptstadt Sankt Petersburg. 1849 siedelte er nach Tallinn über, wo er als hochangesehener Maler arbeitete. Dort starb er 1856. Hippius liegt auf dem Friedhof von Hageri (deutsch Haggers) begraben.

## Werk

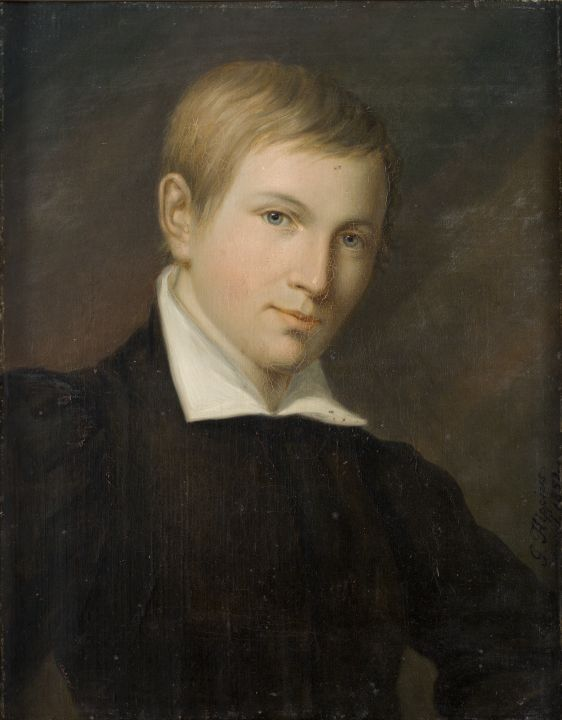
Gustav Adolf Hippius: Porträt des Malers Otto Friedrich Ignatius (Öl auf Leinwand, 1852)

Gustav Adolf Hippius ist vor allem für seine genauen und einfühlsamen Porträts estnischer Frauen in Volkstrachten bekannt geworden. Die idealisierenden Bilder sind stark von der Romantik beeinflusst. Berühmt sind auch das Porträt seines Freundes und Schwagers Otto Friedrich Ignatius (1852) sowie die Porträts Ludwig van Beethovens (heute im Beethoven-Haus, Bonn) und Johann Heinrich Pestalozzis, den Hippius in der Schweiz kennengelernt hatte. Von 1822 bis 1828 entstand Hippius’ Serie Les contemporains mit Bildnissen russischer Politiker, Kirchenführer und Künstler.

## Privatleben
Gustav Adolf Hippius heiratete 1820 Friederike Natalie Helene Ignatius (1798–1886). Sie war die Tochter des Pastors David Friedrich Ignatius (1765–1834).
Er ist der Vater des deutschbaltischen Architekten Otto Pius Hippius (1826–1883).